# سلسلة تعاقبية
في الهندسة الكهربائية والإلكترونية، السلسلة التعاقبية (بالإنجليزية: daisy chain)‏ هي مخطط في الأسلاك التي، على سبيل المثال، هو اداة أ ب سلكي لجهاز، والجهاز ب هو سلكي لجهاز ج، ج هو جهاز سلكي لجهاز د، وهلم جرا. الروابط لا تشكل شبكات (في المثال السابق، ج اداة لا يمكن ان ترتبط مباشرة إلى جهاز أ)، كما أنها لا الحلقة الأخيرة من العودة إلى جهاز الأولى. سلسلة الاقحوان يمكن ان تستخدم من أجل السلطة، والإشارات التناظريه، والبيانات الرقمية، أو مزيج منها.